# بهار یک بیست ساله
| بررسی انتقادی | بررسی انتقادی |
| منبع          | رتبه‌بندی      |
| ------------- | ------------- |
| آی‌زی‌ام        | 2.5/5 ستاره   |

بهار یک بیست ساله (انگلیسی: Spring of a Twenty Year Old؛ کره‌ای: 스무 살의 봄) آلبوم تک‌آهنگ از خواننده و ترانه‌پردار اهل کره جنوبی، آی‌یو است. این اثر در ۱۱ مه ۲۰۱۲ قالب سی‌دی تک‌آهنگ منتشر شد. این آلبوم تک‌آهنگ شامل دو قطعهٔ اصلی دابل اِی-ساید است: «هُلو» و «پایان هر روز»، که به صورت دیجیتالی نیز منتشر شدند. این آلبوم در مجموع شامل سه قطعه است که یکی از آن‌ها توسط خود آی‌یو آهنگسازی شده است. بهار یک بیست ساله نخستین اثر به زبان کره‌ای از آی‌یو پس از آلبوم استودیویی آخرین فانتزی است که شش ماه پیش از آن منتشر شده بود. ترانهٔ «پایان هر روز» به مدت چهار هفتهٔ پیاپی صدرنشین جدول بیلبورد کی پاپ هات ۱۰۰ شد و دومین اثر شماره یک آی‌یو در این جدول پس از ترانهٔ «من و تو» به‌شمار می‌رود. تا سال ۲۰۱۳، این آلبوم بیش از ۳۴٬۴۰۰ کپی در کره جنوبی فروش داشته است.

## جدول‌های موسیقی

### جدول‌های هفتگی
| جدول (۲۰۱۲)                                       | بالاترین جایگاه |
| ------------------------------------------------- | --------------- |
| آلبوم‌های کره جنوبی (جدول آلبوم‌های گائون) (با هلو) | ۳               |
| کره جنوبی دیجیتال (جدول دیجیتال گائون)            | ۱               |
| کره جنوبی دیجیتال (کی پاپ هات ۱۰۰)                | ۱               |

### جدول‌های ماهانه
| جدول (۲۰۱۲)                         | بالاترین جایگاه |
| ----------------------------------- | --------------- |
| آلبوم‌های کره جنوبی (گائون) (با هلو) | ۵               |

### جدول‌های پایان سال
| جدول (۲۰۱۲)                         | بالاترین جایگاه |
| ----------------------------------- | --------------- |
| آلبوم‌های کره جنوبی (گائون) (با هلو) | ۴۸              |

| ترانه                                     | بالاترین جایگاه | بالاترین جایگاه |
| ترانه                                     | کره جنوبی       | هات ۱۰۰         |
| ----------------------------------------- | --------------- | --------------- |
| «هُلو» (복숭아)                            | ۲               | ۳               |
| «پایان هر روز» (하루 끝)                  | ۱               | ۱               |
| «من واقعاً ازش خوشم نمیاد» (그 애 참 싫다) | ۱۵              | ۱۲              |

| ترانه                    | جدول (۲۰۱۲)       | بالاترین جایگاه |
| ------------------------ | ----------------- | --------------- |
| «پایان هر روز» (하루 끝) | کره جنوبی (گائون) | ۱۳              |

## تاریخچه انتشار
| منطقه     | تاریخ      | فرمت           | نسخه           | ناشر            |
| --------- | ---------- | -------------- | -------------- | --------------- |
| کره جنوبی | ۱۰ مه ۲۰۱۲ | دانلود دیجیتال |                | لوئن انترتینمنت |
| کره جنوبی | ۱۰ مه ۲۰۱۲ | سی‌دی تک‌آهنگ    | نسخه استاندارد | لوئن انترتینمنت |
| جهانی     | ۱۰ مه ۲۰۱۲ | دانلود دیجیتال |                | لوئن انترتینمنت |